# Orvar Trolle
Orvar Trolle (Malmö, 4 aprile 1900 – Blikstorp, 7 marzo 1971) è stato un nuotatore svedese.
Specializzato nello stile libero ha vinto la medaglia di bronzo nella staffetta 4x200 m sl alle Olimpiadi di Parigi 1924.

## Palmarès
- Olimpiadi

Parigi 1924: bronzo nella staffetta 4x200 m sl.